# Rumen Sawczew
Rumen Sawczew (bg. Румен Савчев; ur. 29 sierpnia 1989) – bułgarski zapaśnik walczący w stylu klasycznym. Zajął szesnaste miejsce na mistrzostwach świata w 2019. Jedenasty w Pucharze Świata w 2011 i 2013; trzynasty w 2012 roku.